# Papeteries Montgolfier-Canson

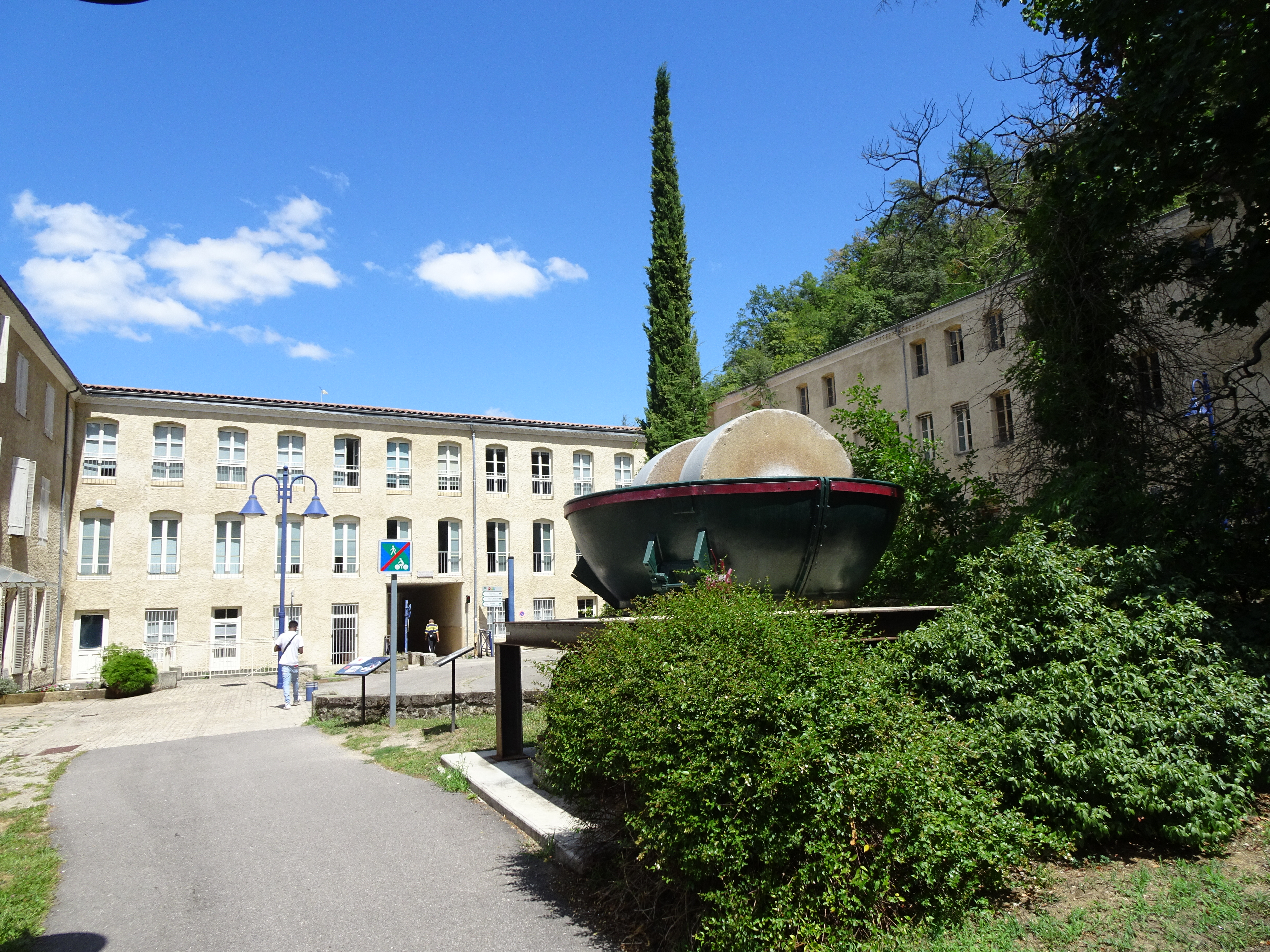
La cour des papeteries Canson et Montgolfier.

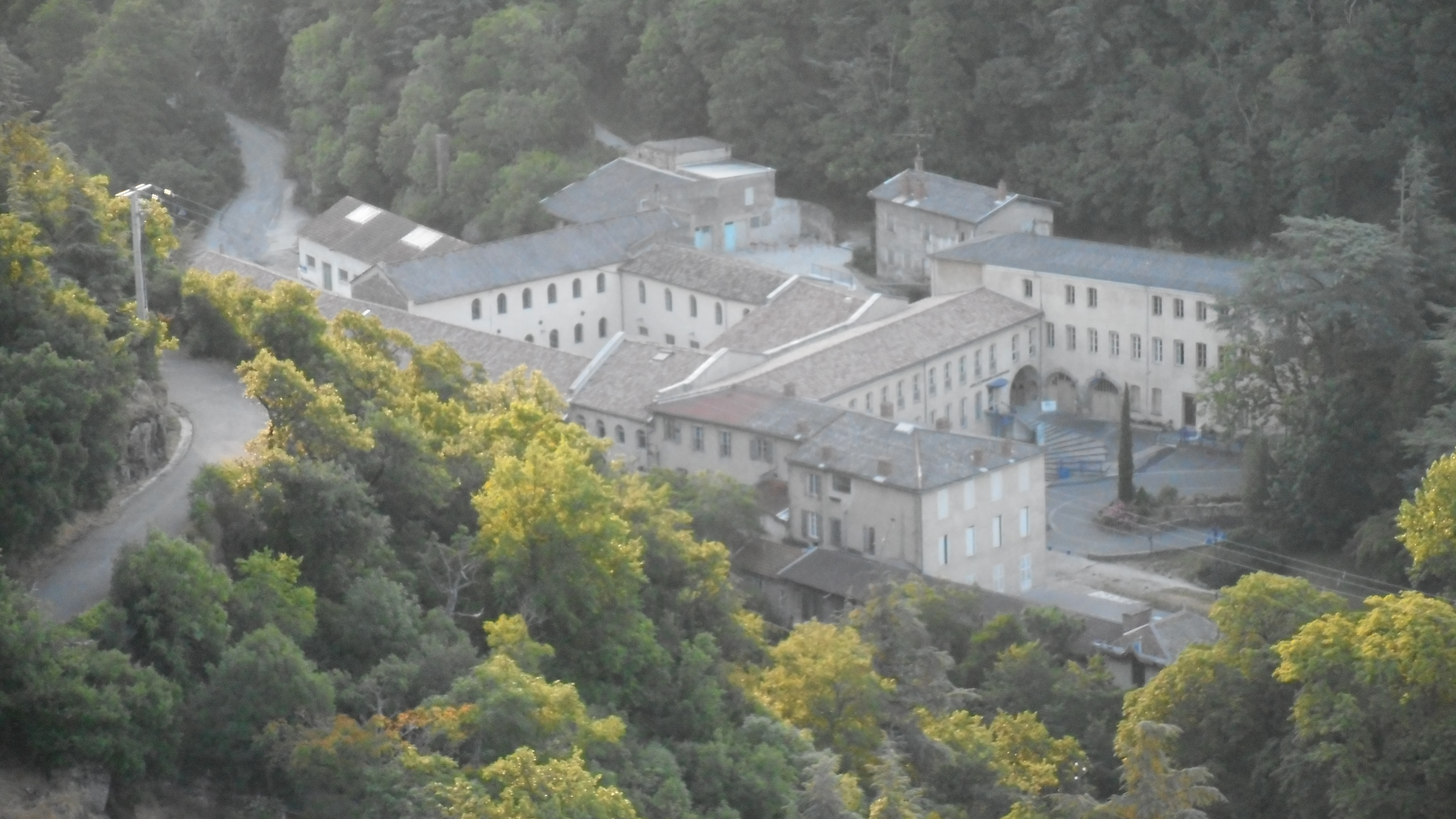
Papeterie Canson et Montgolfier.

Les papeteries Montgolfier-Canson sont un ensemble immobilité à destination industrielle, en vue de la fabrication de papiers, situé à Davézieux et Annonay, dans le département de l'Ardèche. 

## Histoire
La famille Montgolfier fait l'acquisition d'un moulin à papiers en 1783. L'anoblissement de cette famille en 1784 donne une dimension de manufacture royale à leur activité. 

## Activités
Les papeteries Montgolfier-Canson abrite le musée des Papeteries Canson et Montgolfier. 

## Voir Aussi